# Ina Kersten
Ina Kersten (* 6. Juli 1946 in Hamburg) ist eine deutsche Mathematikerin, die sich mit Algebra, unter anderem mit linearen algebraischen Gruppen und quadratischen Formen, beschäftigt.

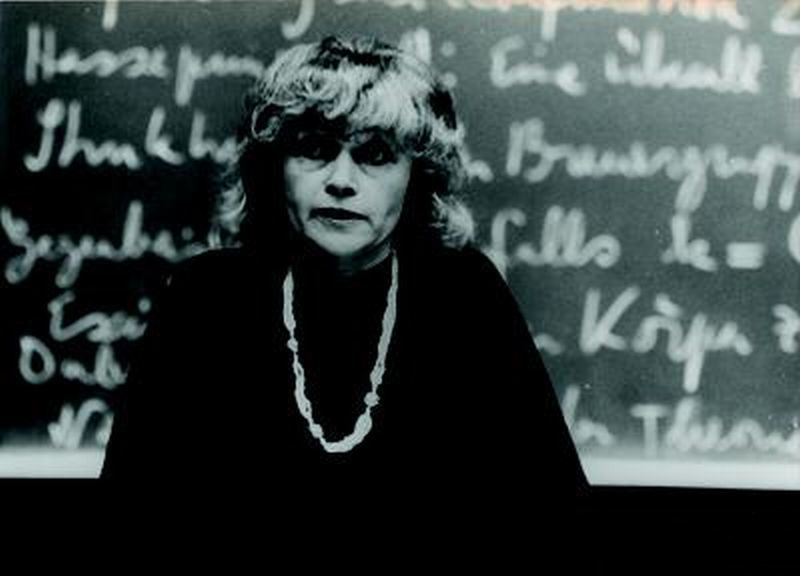
Ina Kersten 1991 auf dem Gedenkkolloquium für Ernst Witt in Hamburg

## Wissenschaftliche Karriere
Kersten studierte an der Universität Hamburg, wo sie 1974 ihr Diplom machte und 1977 bei Ernst Witt promovierte  (p-Algebren über semilokalen Ringen). Danach arbeitete sie an der Universität Regensburg (Habilitation 1983) als Assistentin von Günter Tamme, an der Bergischen Universität Wuppertal, an der Universität Hamburg, und an der Universität Bielefeld (Professorin). Aufenthalte als Gastwissenschaftlerin hatte sie an der Queens University in Kingston/Kanada (1984, 1987) und als Gastprofessorin an der Cornell University in Ithaca/USA (1992).
Seit 1998 ist sie Professorin an der Universität Göttingen, 2003 wurde sie Dekanin im Fachbereich Mathematik. Sie ist Mitgründerin und seit 2006 Sprecherin des Promotionskollegs GAUSS (Georg August University School of Science). An der Universität organisiert sie auch die Emmy-Noether-Gastvorlesungen.
Ina Kersten war 1995 bis 1997 als erste Frau in dieser Position Präsidentin und von 1998 bis 1999 Vizepräsidentin der Deutschen Mathematiker-Vereinigung, deren Leitungsrat sie 1991 bis 1999 angehörte. Von 2001 bis 2007 war Kersten Sprecherin der „Konferenz Mathematischer Fachbereiche in Deutschland“.

## Schriften
Mit Günter Harder war Kersten 1998 Herausgeberin der Gesammelten Werke von Ernst Witt.
- Brauergruppen von Körpern, Vieweg 1990
- Brauergruppen, Universitätsdrucke Göttingen 2007

## Auszeichnungen
- Bundesverdienstkreuz 1. Klasse (5. Oktober 1995)[3][4]